# 東方星蓮船 〜 Undefined Fantastic Object.
『東方星蓮船 〜 Undefined Fantastic Object.』（とうほうせいれんせん アンディファインド・ファンタスティック・オブジェクト）とは、同人サークル上海アリス幻樂団制作の弾幕系シューティングゲームであり、東方Projectの第12弾にあたる作品である。
本作は、2009年3月8日開催の同人イベント「博麗神社例大祭6」で体験版CD-Rが販売された。体験版CD-Rは、一迅社刊の漫画雑誌『月刊ComicREX』2009年5月号（4月9日発売）の付録としても公開された。7月19日にはWeb体験版が公開され、完成版は8月15日開催の「コミックマーケット76」で販売された。後に同人ショップでの委託販売も行なわれている。
また、2020年6月にはSteamにて配信される予定である
本作は『信貴山縁起』をテーマの下地としている。
本項では、以降は『星蓮船』と称することとする。その他の本項で使用されている東方Project関連の略称については、東方Project#凡例を参照。

## システム
機体性能の異なる「博麗霊夢」「霧雨魔理沙」「東風谷早苗」の3種類の自機から1つ選択し、その後それぞれ2種類ある武器タイプ（装備）からいずれかを選択する。敵や敵弾に当たるとミスとなり残機が1つ減った上でその場で復活する。全ての残機を失うとゲームオーバーとなるが、コンティニューすればそのステージの最初から復活しゲームを続行可能。コンテニューしないで6面（最終面）のボスを倒すとエンディングになる。難易度Normal以上でコンティニューせずにクリアすれば、全1面のExtraステージが追加される。
本作では、固有アイテムとして4種類の「ベントラーアイテム」があり、それに関連して「UFO」システムがある。

### ベントラーとUFO
本作には固有アイテムとしてベントラーアイテム（以下必要に応じて「ベントラー」と略す）が存在する。ベントラーアイテムを一定条件の元に揃える事でUFOが出現する。本作では基本的に、残機及びボムの数を増やすことは、UFOから放出されるアイテムを集めることによって行なわれる。
ゲームシステムとしてのベントラーとUFOは次節以降に述べるが、作中の現象としては次のように説明されている。
妖怪の封獣ぬえが、飛倉の破片に悪戯をして「正体不明の種」を植え付け、幻想郷中にばら撒いた。この状態では、それを見た者が認識できる形で目に映るため、霊夢たちには「空飛ぶ物体」が「典型的なUFO」の形で見えたのである。そのため、「空飛ぶ物体」を「飛倉の破片」であると認識していた聖白蓮やその周囲の妖怪には、正しく朽ちた木片に見えていた。

#### ベントラーアイテム
ベントラーアイテムは、特定の敵を倒す事で出現する。このアイテムは通常アイテムのように画面下に向かって落下することはせず、画面中央付近を漂う。一定時間が経過するか、ボスとの会話イベントが始まると、画面外に去る。
赤、青、緑の3色が存在する。色が固定のものと、一定時間ごとに赤→青→緑→赤の順で色が変化する「気まぐれベントラーアイテム」がある。
取得すると、画面左下の欄に取得したベントラーがストックされる。「気まぐれベントラーアイテム」は取得時の色でのストックとなる。同色を3つ揃えるか、3つ全て違う色のものを揃えることで「UFO」が出現する。3つ揃えた時にどちらの条件も満たしていなかった場合、最初に取得したベントラーがストックから消去され、後に取得した2つがストックに残る。

#### UFO
UFOはレッド、ブルー、グリーン、レインボウの4種類存在する。
同色3つあるいは全て別の色のベントラーを集めることで、画面中央付近にUFOが出現する。出現時にUFO付近の敵弾が消え、画面内全てのパワーアップアイテム（Pアイテム）と得点アイテムはUFOに吸い込まれる。一定量のアイテムを吸収すると「スペシャル特典」を出す。
UFOには体力が設定されており、ショットを当てるなどして既定の体力を削ると、UFOが破裂するようなエフェクトが発生するとともに画面内の全ての敵弾が消滅し、気まぐれベントラーアイテムを出す。UFOの種類によっては「撃破アイテム」を出す場合もある。UFOに吸収されたアイテムは自機に自動回収される。
出現から11秒経過すると、UFOは吸収したアイテムを持ったまま画面外に去ってしまう。ボスとの会話イベントが始まった場合は、UFOは自爆してアイテムは放出される。
レッドUFO
赤色のベントラーを3つ揃えることで出現する。吸収したPアイテムが得点アイテムとしてもカウントされる性質を持つ。スペシャル特典と撃破アイテムは「残機の欠片」で、残機の欠片を一定数集めると残機が増える。
グリーンUFO
緑色のベントラーを3つ揃えることで出現する。吸収した得点アイテム、UFO撃破時に2倍になって返ってくる特性を持つ。スペシャル特典はボム、撃破アイテムは「ボムの欠片」で、ボムの欠片を一定数集めるとボムが増える。
ブルーUFO
青色のベントラーを3つ揃えることで出現する。吸収された得点アイテムが、UFO撃破時に2-6倍（条件による）になって返ってくる特性を持つ。スペシャル特典として、撃破時に返ってくる吸収アイテムの得点が8倍になる。撃破アイテムは無い。
レインボーUFO
3つ全て違う色のベントラーアイテムを集めると出現する。吸収したPアイテムは2-3倍（条件による）の補正のかかった得点アイテムとして扱われ、逆に得点アイテムはPアイテムとして扱われる特性を持つ。スペシャル特典として「気まぐれベントラーアイテム」を出すと同時に、得点補正が4倍になる。撃破アイテムは「気まぐれベントラーアイテム」。

## あらすじ
『地霊殿』での事件が終わった後の春のある日。幻想郷の外れにある博麗神社の巫女の博麗霊夢は、魔法使いの霧雨魔理沙から宝船が空を飛んでいるという噂を聞く。その噂について話し合う霊夢と魔理沙のところに、山にある守矢神社の巫女の東風谷早苗がやってくる。空を指さす早苗につられて見上げると、そこには高速で駆ける大きな黒い影があった。3人はそれぞれの目的を持って、雲中に消えた黒い影を追う。
船の正体は、宝船ではなく「聖輦船」という名の魔界へ向かう船だった。その乗組員たちの目的は、魔界に封印された「聖白蓮」という名の僧侶を復活させることだという。なし崩し的に魔界へ到着し白蓮を復活させることになった霊夢たちは、妖怪に対する価値観の違いから白蓮と戦うことになる。
その後、白蓮は人里に「命蓮寺」という寺を建立し、幻想郷の人間のみならず妖怪からも信仰を得るようになり、幻想郷の新勢力として認知されるようになった。

## 登場人物

### 新規の登場人物
ここでは、『星蓮船』が初出の登場人物を解説する。
ナズーリン
ネズミの妖怪。寅丸星の部下だが、本来は毘沙門天の手下であり、毘沙門天から遣わされて星の監視役になっている。
村紗水蜜や雲居一輪から、聖白蓮の復活に必要な飛倉の破片の探索を任されていたが、成果は芳しくなく、結果的に実際に飛倉の破片を集めていたのは博麗霊夢たちだった。
実際は飛倉の探索のほかに、星から頼まれ、同じく白蓮の復活に不可欠な宝塔の探索を優先していた。魔界で霊夢達と再会した際は、古道具屋で探し出した宝塔の力を試す名目で戦闘を仕掛けた。
多々良 小傘（たたら こがさ）
不気味な配色のせいで誰にも拾ってもらえなかった忘れ傘が妖怪化したもので、周囲からは付喪神と認識されている。作中イラストでは左右の眼の色が異なっている(オッドアイ)。
人を驚かせることを生き甲斐にしているが、最近は誰も妖怪に驚いてくれないことに悩んでいる。『星蓮船』では霊夢たちを驚かせるために現れたが、大して相手にされないまま撃墜された。『神霊廟』では謎の妖怪（宮古芳香）の退治を依頼しに霊夢たちの前に現れるが、『星蓮船』同様に撃墜されている。
『星蓮船』のボスキャラクターの中では唯一、『星蓮船』作中で聖白蓮との関連がない。ただし『神霊廟』では、墓参りの人間を驚かせるためにほとんどの時間を命蓮寺の墓地で過ごしていることが明かされているほか、『茨歌仙』第9話では命蓮寺に住む妖怪と一緒にいる描写がある。
雲居 一輪＆雲山
入道使いの雲居一輪と、入道の雲山の二人組。
雲居 一輪（くもい いちりん）
尼のような格好をした入道使いの妖怪で、入道の雲山を使役している。真面目だが機転が利き要領が良く、頑固な雲山を制御するのに適した性格である。聖白蓮を「姐さん」と呼び慕っている。村紗水蜜たちの仲間で、村紗たちとともに地下世界に封じられていた妖怪のひとり。
雲山（うんざん）
雲居一輪に使役されている入道。見越し入道らしい。体が雲でできている。作中では、拳を巨大化させて殴ってきたり、顔面を巨大化させて同時に2つ出現させた上で、4つの目からレーザーを放つなどの攻撃を行なう。
無口な頑固親父だが、根は優しく、正々堂々を好む。作中会話イベントでは一輪とだけ意思の疎通を行なっており、直接は話さないが、一輪が「雲山がこう言っている」という形で代弁している。声が出せないわけではないが、照れ易くシャイなため普段は小声。怒るときは一喝する。
入道にも慈悲を見せる聖白蓮に帰依している。
村紗 水蜜（むらさ みなみつ）、通称：ムラサ
セーラー服を着た舟幽霊。聖白蓮が法力で生み出した空飛ぶ船「聖輦船」の船長を務める。底の無い柄杓と大きな錨を持っている。
元々は転覆した船で亡くなった人間の霊だったが、人々から恐れられるうちに妖怪と化し、「ムラサ」と呼ばれるようになった。未練から海を離れることができず、妖怪となることでその呪縛は強いものになってしまっていたが、白蓮から法力による光り輝く船（聖輦船）を与えられたことで呪縛から解放された。これらの経緯から、白蓮を慕っている。
白蓮が魔界に封じられたのと同時期に、飛倉などの白蓮に関する品々とともに彼女も地底深くに埋められてしまったが、突如噴出した間欠泉により数百年ぶりに地上へ復活した。その後は白蓮を解放するため、寅丸星たちとともに聖輦船に乗り、間欠泉で散り散りになった（と思っているが実際には封獣ぬえが悪戯でばら撒いた）飛倉の破片を探索していた。
寅丸 星（とらまる しょう）
毘沙門天の弟子で代理人でもある、虎の姿をした妖怪。虎が妖怪化したのではなく、山に住んでいた大きな肉食獣が恐れられて妖怪化したものだが、「虎の妖怪」ということになっている。
元は聖白蓮の居た寺のある山に住んでいた妖怪だが、毘沙門天を信仰する白蓮から、多忙のため寺に来られない毘沙門天の代わりに信仰を集められるように「毘沙門天の代理」になるよう山で最も人格者の妖怪として推薦されたものである。彼女は優秀な妖怪で、日々、真面目に毘沙門天としての業務をこなし信仰を集めた。
白蓮が封印された後も妖怪であることを隠しながら毘沙門天として寺に留まっていたが、数百年の内に寺は荒廃してしまった。復活した村紗水蜜たちが訪れたことで白蓮解放の決意を固める。
経緯は不明だが、白蓮の復活に不可欠な毘沙門天の宝塔を無くしてしまい、村紗たちには秘密のまま、部下であるナズーリンだけに相談して探させていた。
聖 白蓮（ひじり びゃくれん）
魔界の一部「法界」に封印されていた、元人間の魔法使い。『星蓮船』での一連の出来事は、白蓮を慕う妖怪たちが彼女の封印を解こうとして起きたものである。
伝説の僧侶である命蓮の姉であり、彼女自身も年老いた後に、弟の命蓮から法力を学んだ。命蓮の死をきっかけに死を極端に恐れるようになり、法力ではなく妖力・魔力といった類の術により若返りの力を手に入れる。僧侶として人々の信奉を受け、表では妖怪退治を依頼される一方で、若返りの妖力を維持するために裏では妖怪を助けていた。妖怪を助ける内に妖怪たちの不憫な過去を知り、我欲からではなく本心から妖怪たちの力にならねばと思うようになった。その後、白蓮が妖怪を助けていた事が人間たちに発覚すると、彼女は悪魔と見なされ、魔界に封印されてしまった。
封印から数百年の後、博麗霊夢たちの集めた飛倉の破片により封印から解かれたが、白蓮の「人間と妖怪の完全な平等」という思想が霊夢たちに受け入れられず、戦闘になる。
その後、幻想郷の人間の里近くに、聖輦船が変化した「命蓮寺」という寺を建立し、妖怪たちを広く受け入れる。宝船（聖輦船）から変化した寺は縁起が良いと人間の間でも評判になり、再び人間たちの信奉も受けるようになった。
エンディングによっては、聖輦船を遊覧船として運営している姿が見られる。
『神霊廟』では名前のみ登場。霊夢に「（宗教的な意味で）商売敵」と言われた。
封獣 ぬえ（ほうじゅう ぬえ）
地底に閉じ込められていた鵺。地上にいた頃は、人前に姿を現さず、人間が自分の事を怯えて姿を想像する様子を楽しんでいた。
間欠泉騒動のどさくさに紛れて地上へ出てきて、地下で一緒にいた村紗水蜜らが地上で何かしようとしているのを見て、彼女たちの邪魔をしてやろうと思い、決まった姿がなく、見た人の知識で認識できる物に見えると言う「正体不明の種」を飛倉の破片につけた。
博麗霊夢たちがその正体不明の飛行物体を集め出したので、正体不明に怯えない人間に興味を持ち、接触しようとした。『星蓮船』4面・6面の道中に現れる光の球は彼女である。
村紗たちが行っていた聖白蓮の解放は自分にも益がある事だと知り、それを邪魔したことを後悔している。白蓮の解放を邪魔したにもかかわらず彼女からは快く受け入れられ、「暫くはこの僧侶に付いていくしかない」と思うようになる。後に仏門に入り、命蓮寺で寝泊りするようになった。
『神霊廟』では、外の世界から旧友の二ッ岩マミゾウを呼び寄せている。
『星蓮船』での対戦時には、「正体不明の種」が霊夢たち人間にはUFOに見えるという設定を反映して、UFOと同じ形状のものを弾として使い攻撃してくる。

### 既存の登場人物
ここでは、『星蓮船』が初出ではない登場人物を解説する。
博麗霊夢
博麗神社の巫女。空飛ぶ船を宝船と信じて、または妖怪が起こした異変だと考えて、船へ赴く。
霧雨魔理沙
魔法使いの少女。空飛ぶ船を宝船と信じて、または興味から船へ赴く。
東風谷早苗
守矢神社の風祝。守矢の神々の言うことを信じて船へ赴く。
東風谷早苗を自機に選んだ場合には、エンディングに八坂神奈子と洩矢諏訪子が登場する。

## ステージ
| ステージ    | タイトル             | 場所             | 中ボス             | ボス           |
| ----------- | -------------------- | ---------------- | ------------------ | -------------- |
| Stage 1     | 春の湊に船の影       | 残雪の道         | ナズーリン         | ナズーリン     |
| Stage 2     | 雲に潜む一つ眼の化生 | 春の雲           | 多々良小傘         | 多々良小傘     |
| Stage 3     | 高速の廃墟と巨人     | 高速浮遊艇       | 雲居一輪＆雲山     | 雲居一輪＆雲山 |
| Stage 4     | 聖輦と不吉な船長     | 聖輦船内部       | 光の球（封獣ぬえ） | 村紗水蜜       |
| Stage 5     | 魔界の赤黒い封印     | 魔界（法界上空） | ナズーリン         | 寅丸星         |
| Stage 6     | 八苦を滅した尼公     | 法界             | 光の球（封獣ぬえ） | 聖白蓮         |
| Extra Stage | 未確認飛行幻想物体   | 夜の空           | 多々良小傘         | 封獣ぬえ       |

## 曲目リスト
1. 青空の影 - タイトル
2. 春の湊に - 1面のテーマ
3. 小さな小さな賢将 - 1面ボス ナズーリンのテーマ
4. 閉ざせし雲の通い路 - 2面のテーマ
5. 万年置き傘にご注意を - 2面ボス 多々良小傘のテーマ
6. スカイルーイン - 3面のテーマ
7. 時代親父とハイカラ少女 - 3面ボス 雲居一輪＆雲山のテーマ
8. 幽霊客船の時空を越えた旅 - 4面のテーマ
9. キャプテン・ムラサ - 4面ボス 村紗水蜜のテーマ
10. 魔界地方都市エソテリア - 5面のテーマ
11. 虎柄の毘沙門天 - 5面ボス 寅丸星のテーマ
12. 法界の火 - 6面のテーマ
13. 感情の摩天楼 〜 Cosmic Mind - 6面ボス 聖白蓮のテーマ
14. 夜空のユーフォーロマンス - Extraステージのテーマ
15. 平安のエイリアン - Extraステージボス 封獣ぬえのテーマ
16. 妖怪寺 - エンディング
17. 空の帰り道 〜 Sky Dream - スタッフロール